# Toyota bZ3X
 (septembre 2023).

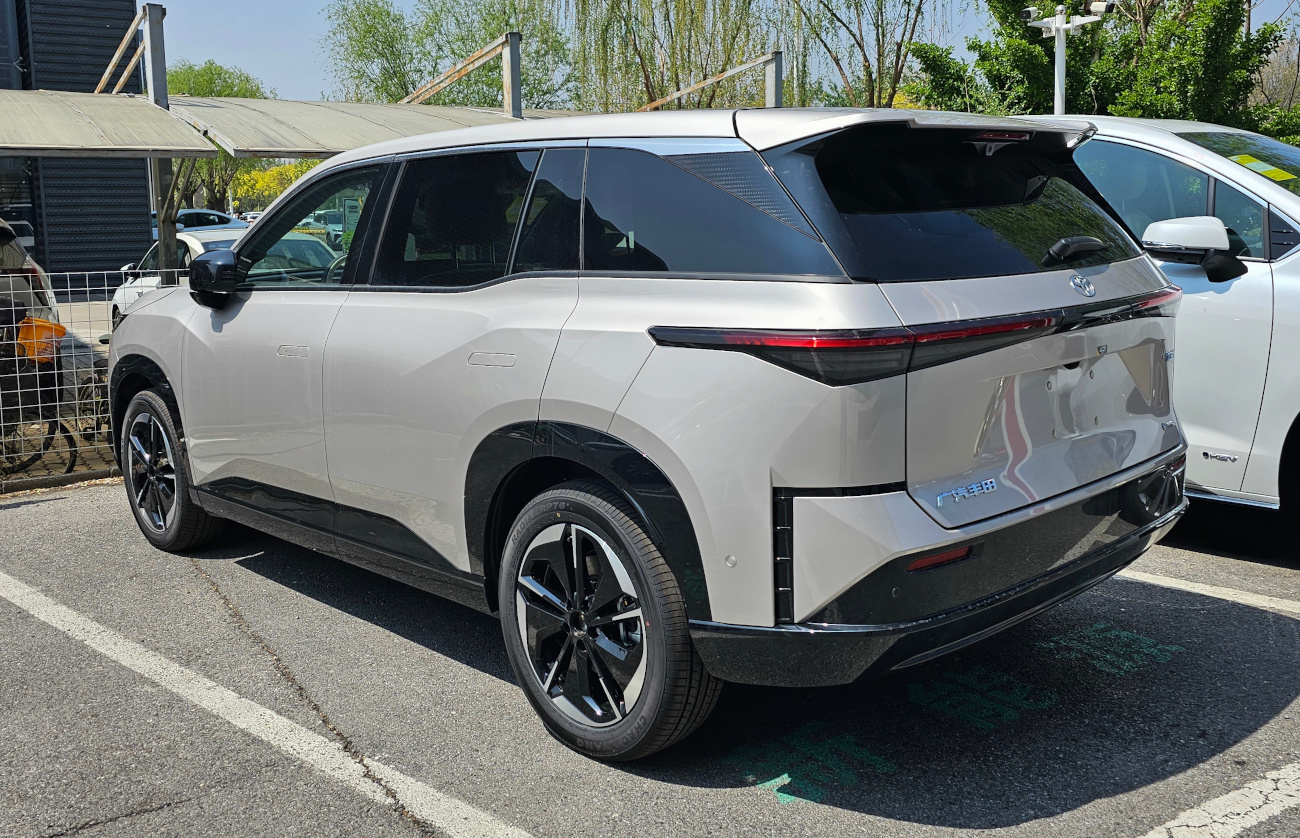
Toyota bZ3X

Le Toyota bZ3X (chinois : 铂智3X ; pinyin : Bózhì 3X) est un SUV électrique issu de la co-entreprise entre le constructeur automobile japonais Toyota et le constructeur automobile chinois GAC. Présenté en avril 2024, il est commercialisé un an plus tard.

## Présentation
Toyota annonce le 26 septembre 2023 par un teaser l'arrivée de la Toyota bZ3X dans sa gamme.

## Concept cars
La Toyota bZ3X est préfigurée par la concept car Toyota bZ Compact SUV Concept présenté au salon de l'automobile de Los Angeles 2022 puis le Toyota bZ Sport Crossover Concept présenté au salon de l'automobile de Shanghai 2023.